# Solo: A Star Wars Story
Pour les articles homonymes, voir Solo: A Star Wars Story et Solo.
Série A Star Wars Story
Rogue One: A Star Wars Story
(2016)
Pour plus de détails, voir Fiche technique et Distribution.
Solo : A Star Wars Story ou Solo : Une histoire de Star Wars au Québec est un film de science-fiction américain de type space western réalisé par Ron Howard, sorti en 2018. Écrit par Lawrence et Jonathan Kasdan et interprété par Alden Ehrenreich, Emilia Clarke, Donald Glover et Woody Harrelson.
Le film s'inscrit dans l'univers narratif de la franchise Star Wars, dont il constitue le troisième long-métrage dérivé et le onzième film.
Son histoire se situe chronologiquement entre La Revanche des Sith et Un nouvel espoir, treize ans avant ce dernier. L'intrigue traite du périple du personnage de Han Solo, un déserteur de l'armée impériale devenu contrebandier dans ses jeunes années et dévoile des éléments inédits sur les origines de Han Solo, sa rencontre avec Chewbacca, son acquisition du Faucon Millenium et le raid de Kessel.
Il s'agit du premier film de la saga dans lequel l'interprète de Han Solo n'est pas Harrison Ford, qui a incarné le contrebandier dans cinq longs métrages entre 1977 et 2019. L'interprète de Lando Calrissian change également, l'acteur Billy Dee Williams l'ayant déjà joué en 1980, 1983 et 2019. Le tournage du film est marqué par des rebondissements, de sorte que les réalisateurs originels Phil Lord et Chris Miller sont remplacés en juin 2017, après plusieurs mois de tournage, par Ron Howard. Il s'agit également du seul long-métrage de la saga où les personnages de R2-D2 et C-3PO sont absents.
Le film reçoit un accueil tiède de la part de la critique et connaît un échec commercial relatif puisqu'il engrange les plus faibles recettes de la franchise cinématographique en récoltant environ 390 millions de dollars pour un budget de 275 millions. La critique loue généralement l'esthétique, l'inspiration visuelle et les effets spéciaux du film alors que le scénario est souvent décrié en raison de son manque d'imagination. Les contradictions sont plus marquées en ce qui concerne l'interprétation des rôles.
Présenté en sélection officielle lors de la 71e édition du Festival de Cannes dans la catégorie « Hors compétition », il concourt aussi pour obtenir l'Oscar des meilleurs effets visuels à la 91e cérémonie des Oscars du cinéma et le Grammy Award de la meilleure composition instrumentale à la 61e cérémonie des Grammy Awards. Également nommé dans plusieurs cérémonies mineures, seules ses compositions musicales y sont récompensées.

## Synopsis

### Présentation de l'univers
L'univers de Star Wars se déroule dans une galaxie théâtre d'affrontements entre les Chevaliers Jedi et les Seigneurs noirs des Sith, personnes sensibles à la Force, un champ énergétique mystérieux leur procurant des pouvoirs psychiques. Les Jedi maîtrisent le côté lumineux de la Force, pouvoir bénéfique et défensif, pour maintenir la paix dans la galaxie. Les Sith utilisent le côté obscur, pouvoir nuisible et destructeur, pour leur usage personnel et pour dominer la galaxie. Les Sith vont par deux : un maître et un apprenti.
Depuis la chute de la République galactique en 19 av. BY, l'Empire galactique doit faire face à la rébellion des mondes de la bordure extérieure. Solo: A Star Wars Story commence six ans après la chute de la République galactique.

### Déroulement du synopsis
Dans les souterrains de la planète Corellia, Han parvient à dérober une dose de coaxium, un précieux carburant pour vaisseau spatial. Il pense ainsi pouvoir acheter un moyen de s'échapper de la planète avec sa petite amie, Qi'ra, pour fuir l'organisation criminelle des « Vers Blancs » (« White Worms »), dirigée par Lady Proxima. Mais au moment de soudoyer l'agent de la douane de l'Empire, Han et Qi'ra sont repérés et cette dernière arrêtée. Décidé à revenir la sauver, Han s'enrôle dans l'armée impériale en tant que pilote. Le voyant seul, l'agent de recrutement lui donne le nom de « Solo ».
Trois ans plus tard, alors que Han Solo a été expulsé de l’académie des pilotes et a rejoint les fantassins de l'Empire, il se trouve en plein champ de bataille sur la planète Mimban. Il repère alors le groupe de félons de l'armée et contrebandiers mené par Tobias Beckett. Il tente de fuir avec lui, mais Han est dénoncé et enfermé dans une fosse, offert au Wookiee Chewbacca. Han ne doit sa survie qu'à sa connaissance du langage Wookiee et tous deux se libèrent. Beckett accepte finalement de les prendre avec lui, ayant besoin de bras pour son prochain coup : subtiliser un précieux chargement de coaxium sur la planète Vandor. Le vol échoue à cause de l'intervention du groupe de pirates nommé les « Cloud-Riders » dirigé par Enfys Nest.
Han découvre que Tobias Beckett, désormais seul survivant de son équipe, travaille en fait pour un syndicat criminel nommé « Aube Écarlate » dont le chef est Dryden Vos. Aux côtés de ce dernier, Han a la surprise de retrouver Qi'ra. Pour compenser le fiasco sur Vandor, Han propose de dérober du coaxium brut sur la planète Kessel et d'aller le faire raffiner sur la planète Savareen. Dryden Vos accepte la proposition et envoie Qi'ra avec eux pour s'assurer du bon déroulement de l'opération. Pour cette mission, Qi'ra compte sur le vaisseau du trafiquant Lando Calrissian que Han défie au Sabacc, un jeu de cartes, en mettant son propre vaisseau en jeu en échange du Faucon Millenium. Lando triche et conserve son vaisseau mais accepte de se joindre au groupe pour obtenir une partie des bénéfices.
Le groupe composé de Han, Qi'ra, Lando, Chewbacca, Tobias et L3-37, le droïde de Lando, se met alors en route pour la planète Kessel à bord du Faucon Millenium. Là-bas, Han et Q'ira aident Chewbacca à libérer des Wookiees prisonniers, pendant que le droïde copilote de Lando, L3-37, lance la rébellion des esclaves. Ils arrivent à s'échapper avec le coaxium, non sans dommages, puisque L3-37 est détruite dans la cohue et Lando Calrissian blessé. Durant le raid de Kessel, assisté par la mémoire de L3 directement branchée dans le système du Faucon Millenium, ils sont pourchassés par des chasseurs impériaux, mais grâce au talent de pilote de Han, ils parviennent à leur échapper en volant près d'un trou noir. Le voyage vers Savareen est effectué en 12 parsecs, le « raid de Kessel » entrant ainsi dans la légende de la saga Star Wars.
Le Faucon Millénium atterrit sur la planète désertique de Savareen où le coaxium commence à être raffiné. Lando décolle peu après et abandonne ses compagnons, pris en embuscade par Enfys Nest, qui révèle la vérité sur son groupe : ils ne sont pas des pirates mais des rebelles à l'autorité de l'Empire et des syndicats du crime. Han Solo se rallie à leur cause et décide de duper Dryden Vos, venu récupérer le coaxium, mais découvre la trahison de Beckett. Quand Han révèle qu'il avait prévu le double jeu de son partenaire et que les pirates d'Enfys Nest tendent une embuscade aux hommes de Dryden Vos, Beckett fuit avec Chewbacca et le coaxium. Qi'ra combat Dryden Vos et le tue, permettant à Han de fuir et de tuer Beckett. Qi'ra, restée seule, fait apparaître l'hologramme de Maul, qui a survécu à son précédent combat contre Obi-Wan Kenobi et qui n'est autre que le véritable chef de l'« Aube Écarlate ». Il invite alors Qi'ra, qui prend la place de Dryden Vos dans la hiérarchie de l'organisation, à le rejoindre sur sa planète natale, Dathomir. Elle part donc en abandonnant Han.
Ce dernier retrouve alors Lando, et gagne le Faucon Millenium durant une autre partie de Sabacc en déjouant cette fois-ci la triche de Lando. Han et Chewbacca s'envolent pour Tatooine où on leur a dit qu'une personne importante recherche des contrebandiers.

## Fiche technique
Sauf indication contraire, les informations mentionnées dans cette section peuvent être confirmées par les bases de données cinématographiques IMDb et Allociné,  présentes dans la section « Liens externes ».
- Titre original et français : Solo : A Star Wars Story
- Titre québécois : Solo : Une histoire de Star Wars
- Réalisation : Ron Howard (ayant remplacé Phil Lord et Chris Miller après leur renvoi)[note 2]
- Scénario : Jonathan Kasdan et Lawrence Kasdan, d'après des personnages créés par George Lucas
- Musique : John Powell et John Williams
- Direction artistique : Alex Baily, Oliver Carroll, Peter Dorme, Ashley Lamont, Andrew Palmer, Oliver Roberts, Stephen Swain, Gary Tomkins, Tom Weaving et Tom Whitehead
- Décors : Neil Lamont
- Costumes : David Crossman et Glyn Dillon
- Photographie : Bradford Young
- Son : Tim Nielsen, David Parker, Christopher Scarabosio
- Montage : Pietro Scalia
- Production : Simon Emanuel, Kathleen Kennedy et Allison Shearmur
  - Production exécutive : Fabiomassimo Dell'Orco (Dolomites), Marco Valerio Pugini (Dolomites) et Andreas Wentz
  - Production déléguée : Lawrence Kasdan, Jason D. McGatlin, Phil Lord et Chris Miller
  - Production associée : Toby Hefferman
  - Coproduction : Will Allegra, Rob Bredow, Jonathan Kasdan, John Swartz et Susan Towner
- Sociétés de production : Allison Shearmur Productions, Imagine Entertainment[2], Lord Miller Productions, Lucasfilm Ltd. et Walt Disney Pictures
- Société de distribution : Walt Disney Studios Distribution
- Budget : 250 millions de $[3],[4] ; 275 millions de $[5]
- Pays de production :  États-Unis
- Langue originale : anglais
- Format : couleur — 35 mm — 2,39:1 (CinemaScope) — son Dolby Atmos / DTS (DTS: X) / 12-Track Digital Sound / Auro 11.1 / Dolby Digital / Dolby Surround 7.1
- Genre : science-fiction, action, aventure, fantastique
- Durée : 135 minutes
- Dates de sortie[6] :
  - États-Unis : 10 mai 2018 (première mondiale à Los Angeles)[7] ; 25 mai 2018 (sortie nationale)
  - France : 15 mai 2018 (Festival de Cannes) ; 23 mai 2018 (sortie nationale)
  - Belgique, Suisse romande : 23 mai 2018[8],[9]
  - Québec : 25 mai 2018[10]
- Classification :
  - États-Unis : accord parental recommandé, film déconseillé aux moins de 13 ans (PG-13 - Parents Strongly Cautioned)[note 3]
  - France : tous publics[11]
  - Belgique : tous publics (KT/EA : Kinderen Toegelaten / Enfants Admis)[8],[12]
  - Suisse romande : interdit aux moins de 12 ans[13]
  - Québec : tous publics (G - General Rating)

## Distribution
- Alden Ehrenreich (VF : Eilias Changuel ; VQ : Nicolas Charbonneaux-Collombet) : Han Solo
- Emilia Clarke (VF : Victoria Grosbois ; VQ : Émilie Josset) : Qi'Ra
- Woody Harrelson (VF : Emmanuel Gradi ; VQ : Thiéry Dubé) : Tobias Beckett
- Donald Glover (VF et VQ : Mohad Sanou) : Lando Calrissian
- Joonas Suotamo : Chewbacca
- Thandiwe Newton (VF : Annie Milon ; VQ : Anne Dorval) : Val
- Phoebe Waller-Bridge (VF : Véronique Desmadryl ; VQ : Mélanie Laberge) : L3-37
- Jon Favreau (VF : Alexis Victor ; VQ : Daniel Picard) : Rio Durant (voix)
- Paul Bettany (VF : Tanguy Goasdoué ; VQ : Alexandre Fortin) : Dryden Vos
- Ray Park : Dark Maul (caméo)
- Sam Witwer (VF : Marc Bretonnière ; VQ : Jean-François Blanchard) : Dark Maul (voix)
- Erin Kellyman (VF : Aurélie Konaté et Alexis Victor ; VQ : Célia Gouin-Arseneault et Guillaume Cyr) : Enfys Nest
- Warwick Davis : Weazel
- Linda Hunt (VF : Yvette Petit) : Lady Proxima (voix)
- Harley Durst (physique) et Andrew Jack (en) (voix) : Moloch
- Anthony Daniels : Tak
- Clint Howard : Ralakili

Photographies des acteurs principaux.
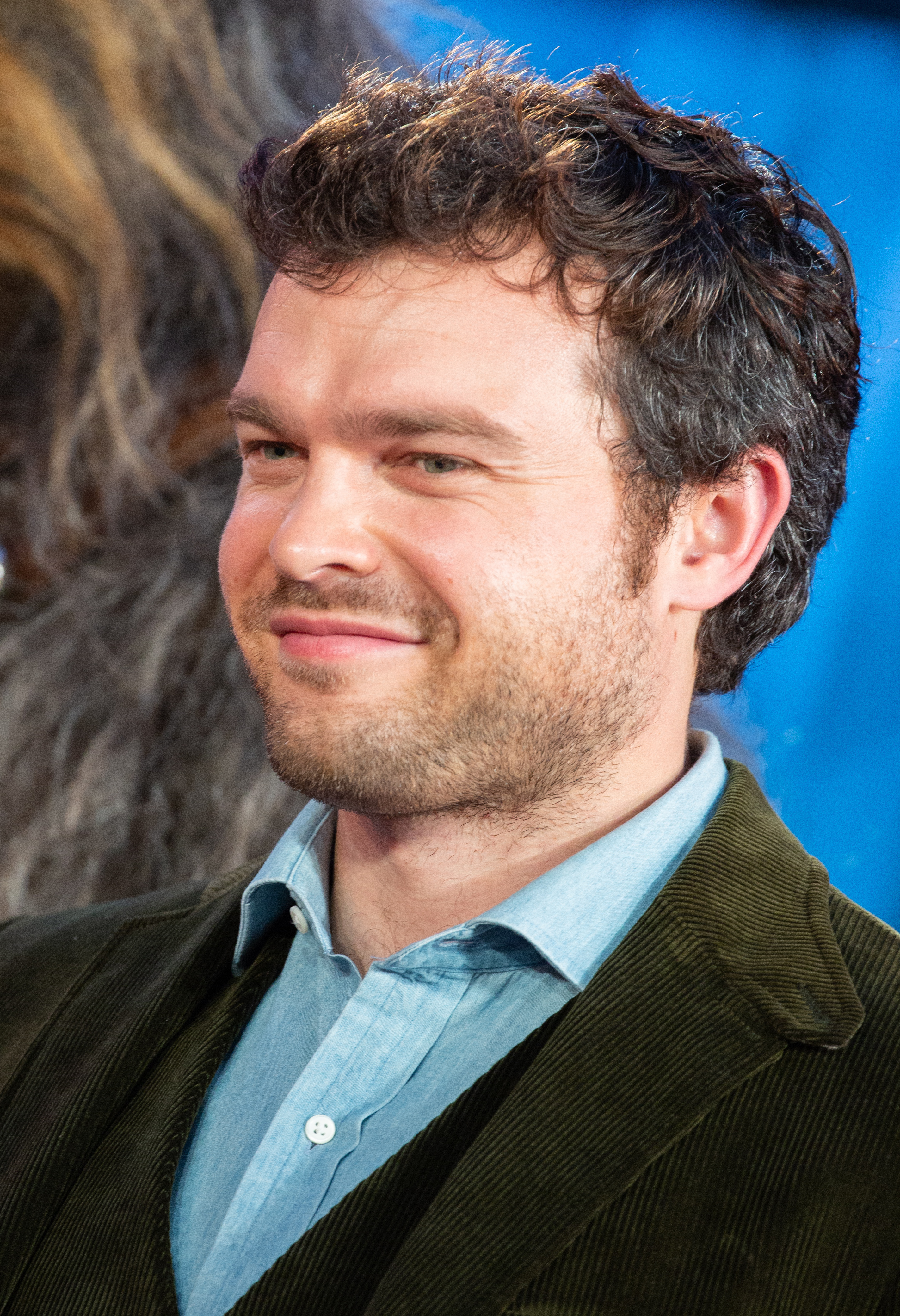
Alden Ehrenreich en 2018.
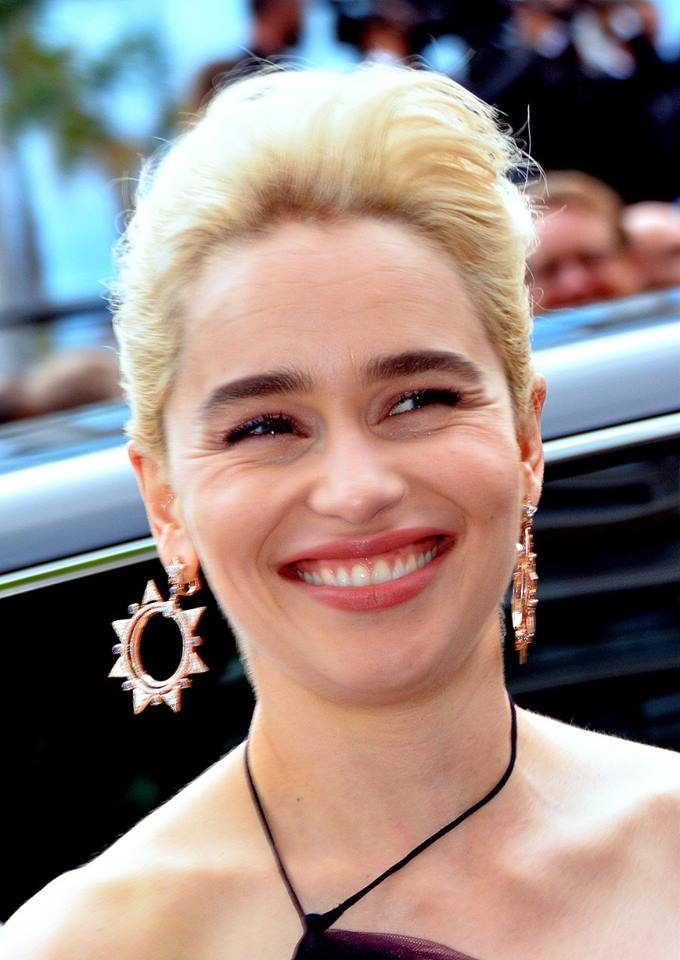
Emilia Clarke en 2018.
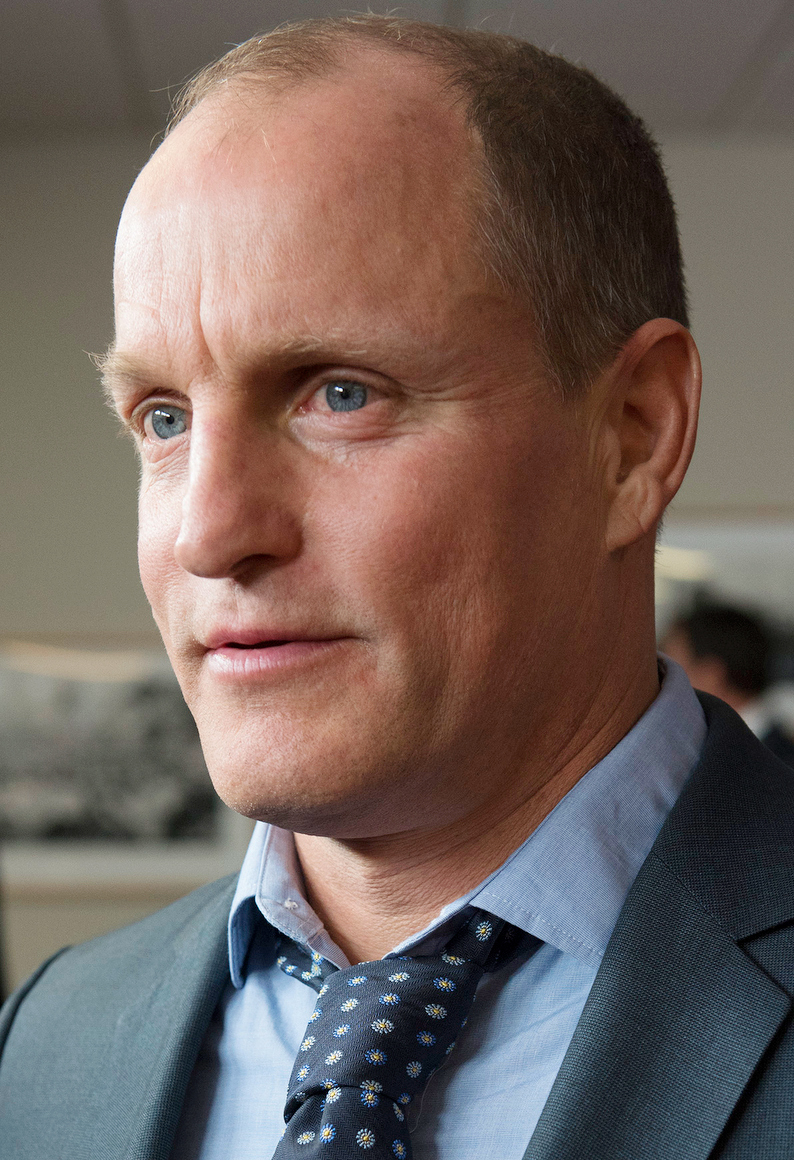
Woody Harrelson en 2016.
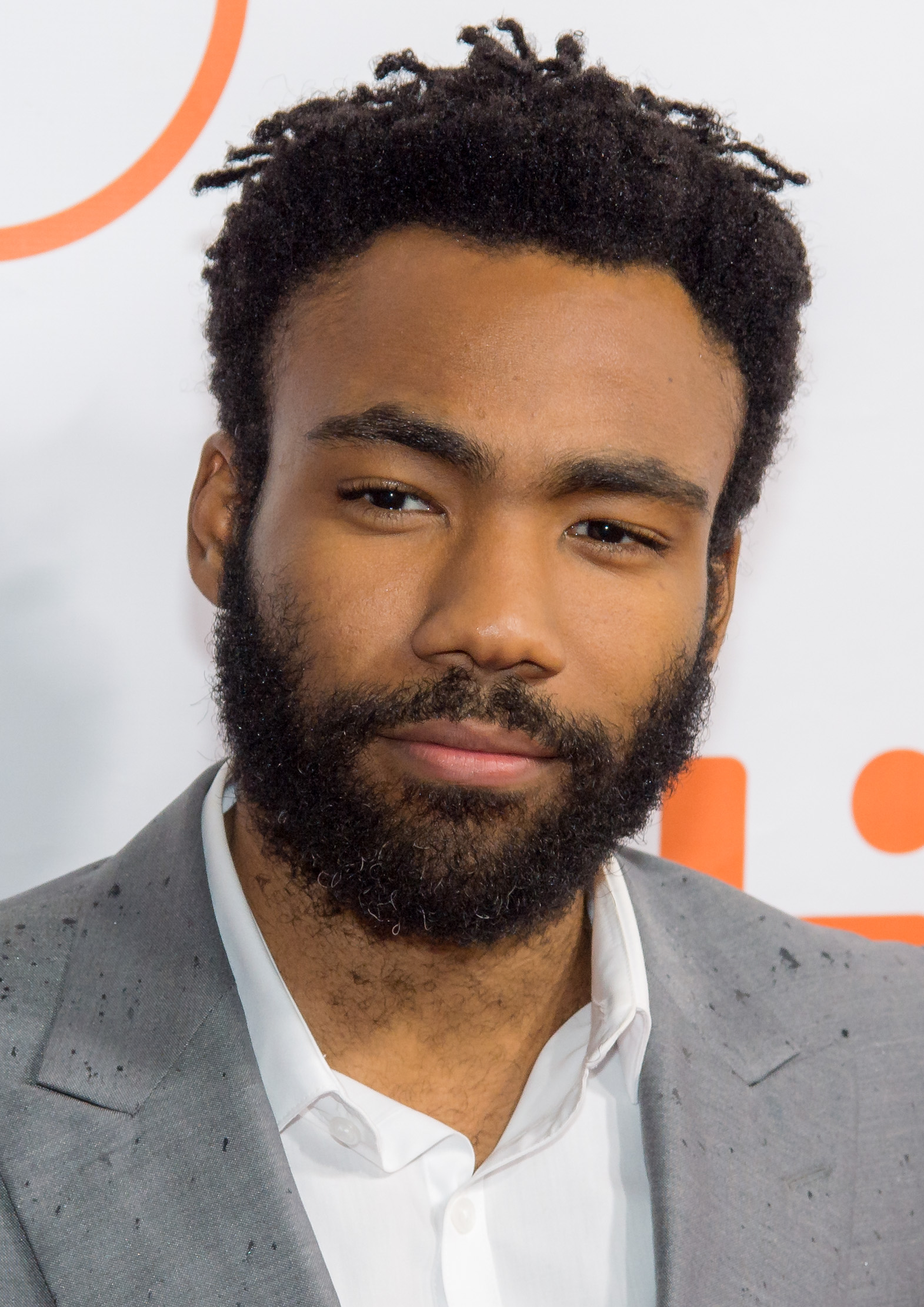
Donald Glover en 2015.
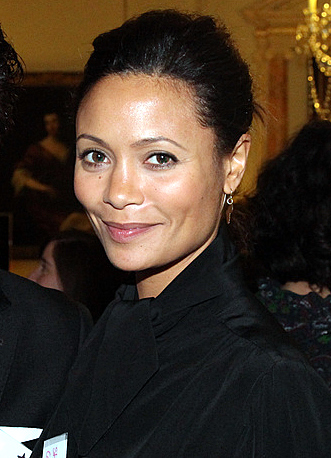
Thandiwe Newton en 2010.
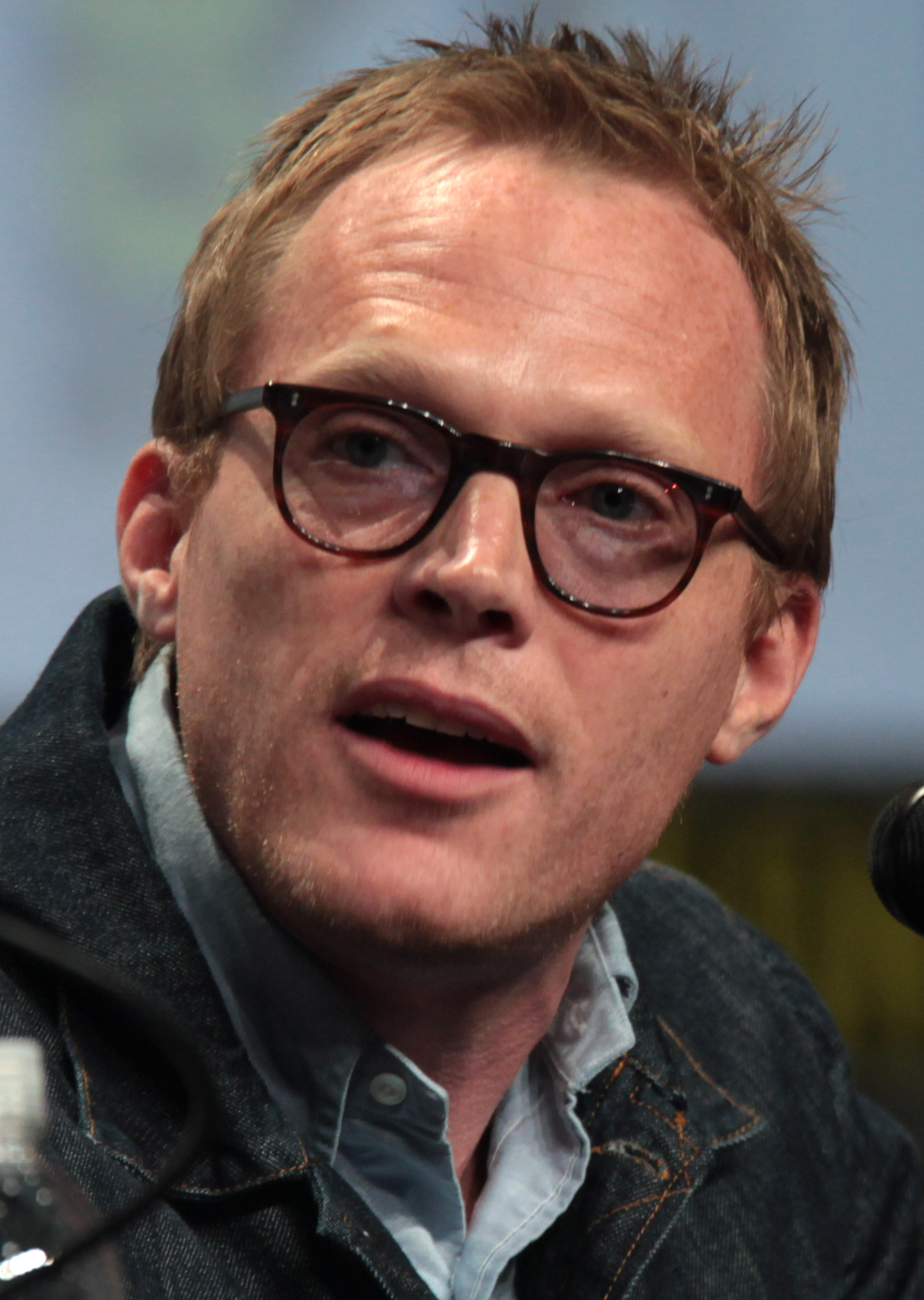
Paul Bettany en 2014.
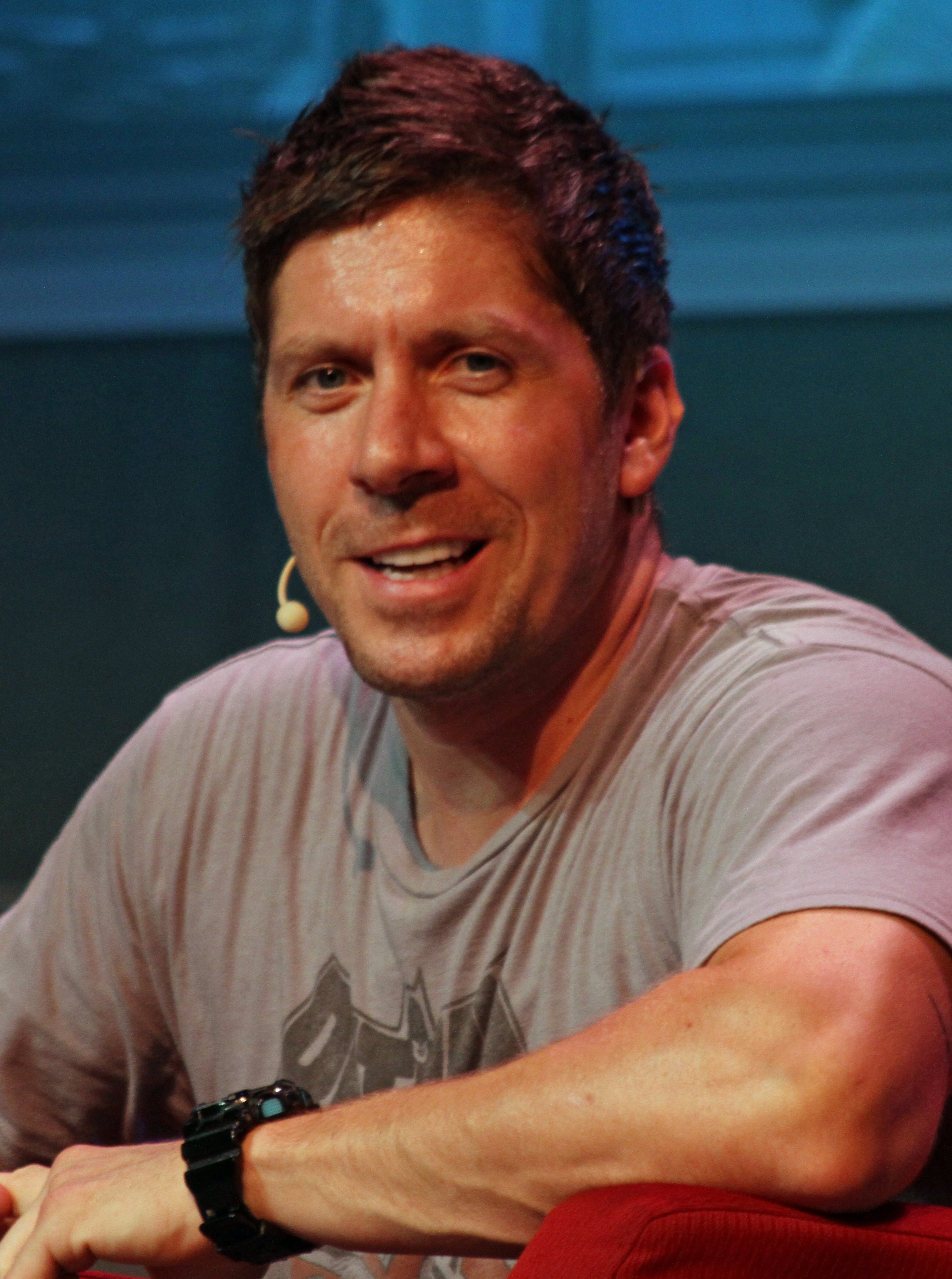
Ray Park en 2011

 Source et légende : version française (VF) sur RS Doublage et AlloDoublage
 Source et légende : version québécoise (VQ) sur Doublage.qc.ca et selon le carton du doublage québécois cinématographique.

## Production

### Développement
George Lucas commence à développer un film sur Han Solo avec Lawrence Kasdan avant de laisser la direction de son entreprise à Kathleen Kennedy. En octobre 2012, la société The Walt Disney Company acquiert en effet le studios Lucasfilm et annonce le développement d'un septième film de la franchise pour 2015 et déclare à la presse que « d'autres films devraient continuer la saga et faire prospérer la franchise bien au-delà dans le futur ». Lucasfilm annonce le développement d'un film dédié au personnage de Han Solo le 7 juillet 2015 et engage plusieurs membres de l'équipe du film, comme les réalisateurs Phil Lord et Chris Miller et les deux scénaristes Lawrence et Jon Kasdan. En août 2015, le directeur général de Walt Disney Studios Entertainment, Alan Horn, projette le programme de Lucasfilm pour les années à venir et planifie un film intitulé A Star Wars Story pour 2018. Il s'agit du troisième film dérivé de la franchise après Rogue One: A Star Wars Story, sorti en 2016, et Star Wars: The Clone Wars, sorti en 2008.
Durant la phase de développement du film, la productrice du film Kathleen Kennedy affirme que le film est « proche d'un film de braquage ou d'un western » et devrait prendre pour inspiration le ton des couleurs des tableaux du peintre Frederic Remington, ayant également servi d'inspiration au réalisateur John Ford pour son western La Charge héroïque en 1949. Le contexte du film sera alors semblable à l'ambiance d'un film de western et le comportement du personnage Han Solo serait plus conforme à celui vu dans Un nouvel espoir, qu'à celui vu dans ses suites.
Le 20 juin 2017, après plus de quatre mois de tournage, Lord et Miller sont écartés du projet par Kathleen Kennedy en raison de différends artistiques. D'après elle, « Phil Lord et Christopher Miller sont de talentueux cinéastes qui ont assemblé des acteurs et une équipe incroyables, mais il est devenu évident que nous avions une vision créative différente sur ce film, et nous avons décidé de nous séparer. Un nouveau réalisateur sera annoncé prochainement. »,. Le différend porte en fait sur un désaccord entre les réalisateurs et le scénariste, Lawrence Kasdan concernant la personnalité du personnage de Han Solo. Deux jours plus tard, Lucasfilm recrute Ron Howard pour achever la réalisation du film. Dans le même temps, le monteur Chris Dickens est remplacé par Pietro Scalia. Phil Lord et Chris Miller sont finalement crédités au générique comme producteurs délégués.

### Scénario

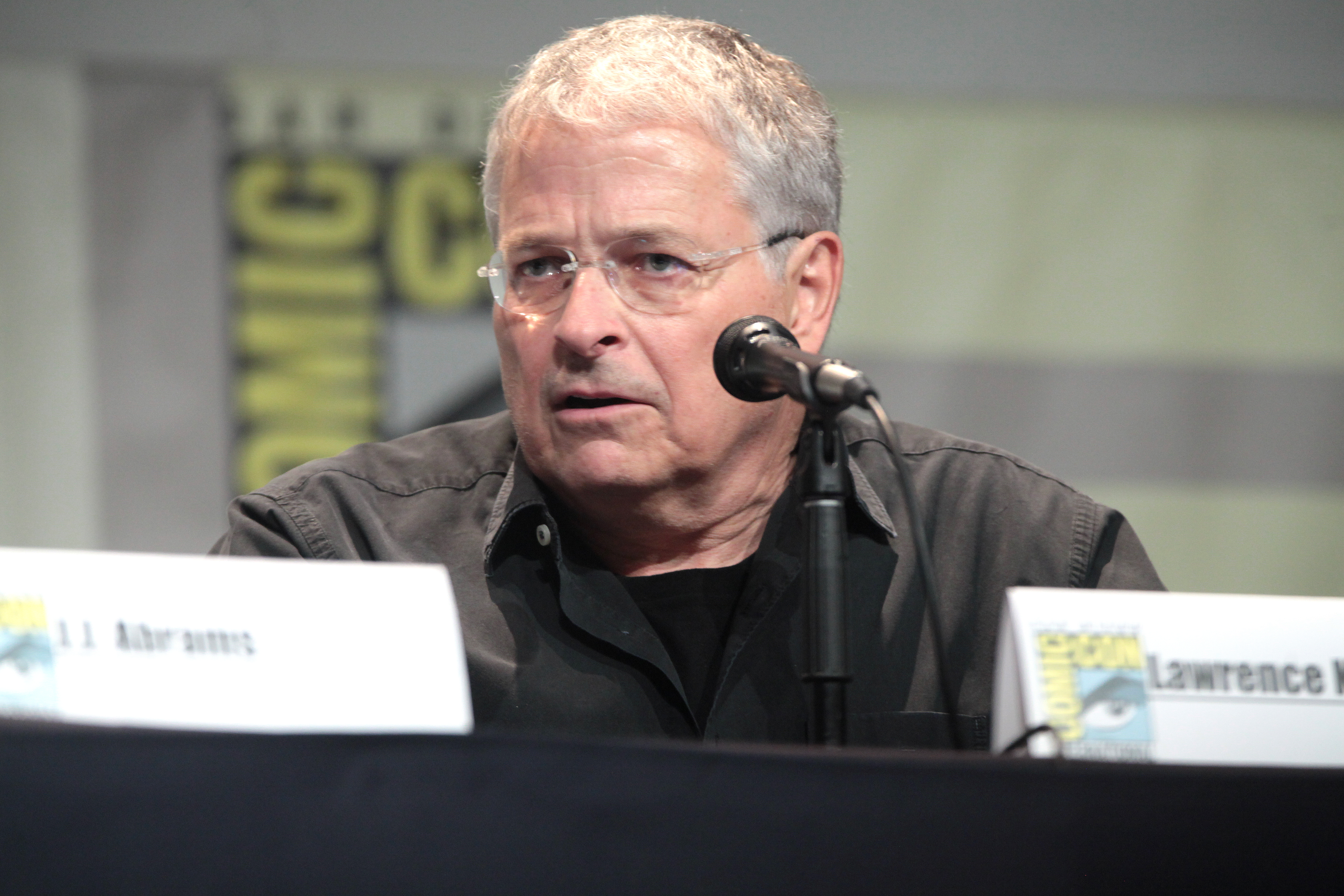
Le scénariste et producteur délégué Lawrence Kasdan au Comic-Con à San Diego en 2015.

La production du film confie l'écriture du scénario à Lawrence Kasdan, déjà scénariste de trois films de la franchise (L'Empire contre-attaque, Le Retour du Jedi et Le Réveil de la Force). Il désirait lui-même travailler sur ce film dès 2012 en plus de scénariser Le Réveil de la Force. Pour l'assister, son fils Jon participe lui aussi à l'écriture du scénario,, qui commence après celle de Le Réveil de la Force.
L'histoire se déroule entre La Revanche des Sith et Rogue One: A Star Wars Story, précisément entre 10 et 13 ans avant Un nouvel espoir (Chewbacca étant âgé de 190 ans dans le film et de 200 ans dans Un nouvel espoir) et se focalise sur les événements qui formeront l'image connue des héros comme Han Solo et Lando Calrissian avant leur apparition dans les films de la trilogie originale,.

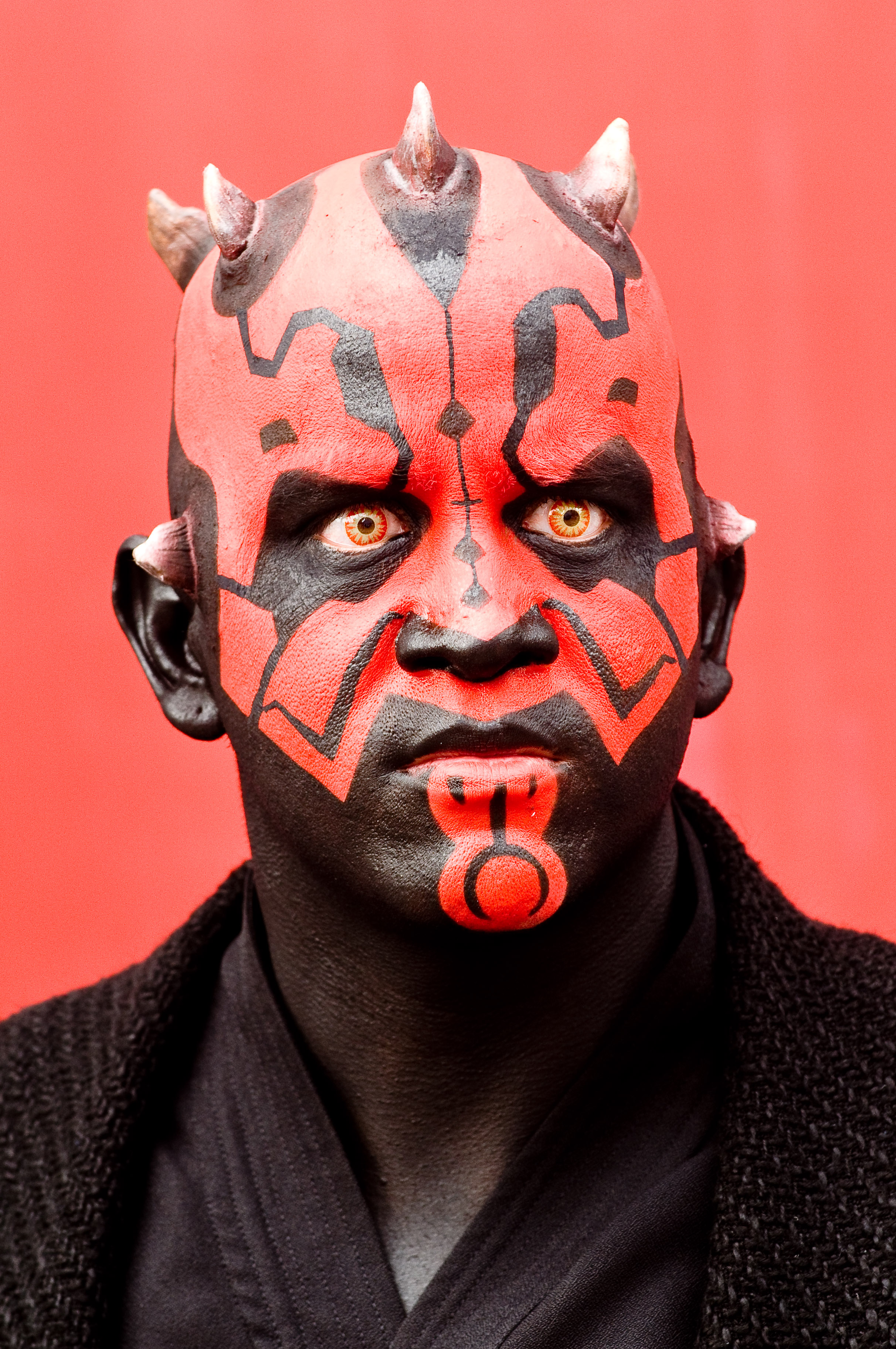
Dark Maul.

Le scénario s'inspire de plusieurs œuvres littéraires et cinématographiques. Pour la trame générale du film, Lawrence et Jonathan Kasdan se sont notamment inspirés du roman L'Île au trésor (Robert L. Stevenson, 1882) puisqu'ils ont décidé de raconter l'histoire aventureuse d'un jeune garçon qui part à la rencontre d'individus responsables de son passage à l'âge adulte. Ils font ainsi un parallèle entre les personnages de Tobias Beckett (contrebandier prenant sous son aile Han Solo pour réaliser un vol) et de Long John Silver (mutin accompagné par le mousse Jim Hawkins dans sa chasse au trésor). Le scénario prend également pour exemple le film policier Heat (Michael Mann, 1995), notamment la relation entre les personnages de Neil McCauley (Robert de Niro) et de Chris Shiherlis (Val Kilmer), tous deux complices d'un braquage, à l'image de Han et Tobias ainsi que du western Impitoyable (Clint Eastwood, 1992) pour le type de relation entre les personnages qu'ils souhaitaient écrire. De plus, la comédie The Big Lebowski (Joel Coen, 1992) montre la relation entre Jeff Lebowski (Jeff Bridges) et Walter Sobchak (John Goodman) que les scénaristes comparent à celle de Han et Chewbacca dans le sens où les deux personnages entrent dans un monde criminel après avoir chacun connu une histoire tragique. Le drame Gangster No. 1 (Paul McGuigan, 2000), notamment le personnage du gangster joué par Paul Bettany qui a inspiré celui de Dryden Vos (interprété par le même acteur), un personnage violent et charismatique, est une source d'inspiration pour les scénaristes.
Après le renvoi des réalisateurs Phil Lord et Chris Miller, le scénariste Jonathan Kasdan a estimé que le résultat était « atroce » et « douloureux pour tous ceux qui étaient impliqués dans ce film et qui ont espéré que les choses rentreraient dans l’ordre. Mais compte tenu de la situation je pense que nous avons hérité de quelqu’un que nous avions à peine mérité. Il était formidable ». La venue de Ron Howard a nécessité de réécrire une partie du scénario. Ce dernier a également laissé les acteurs improviser certains dialogues. Le film permet notamment de répondre à des questions concernant l'origine du nom de Han Solo, la rencontre entre ce dernier et son ami Chewbacca, son acquisition du Faucon Millenium et les prémices de son engagement pour la cause de l'Alliance rebelle,. Le « raid de Kessel en 12 parsecs » réalisé par le Faucon Millenium et évoqué dans deux films de la saga (dans l'épisode IV et dans l'épisode VII) est un élément du scénario de ce spin-off,,. De plus, Jonathan Kasdan a décidé d'intégrer le personnage de Dark Maul dans le scénario. Il n'était pas apparu dans un long métrage depuis 1999 dans La Menace fantôme.

### Attribution des rôles
Alors que les acteurs Miles Teller, Logan Lerman, Dave Franco, Ansel Elgort, Scott Eastwood, Jack Reynor, Emory Cohen, Blake Jenner et Alden Ehrenreich étaient en concurrence pour l'obtention du rôle de Han Solo, c'est le 17 juillet 2016, lors de la Star Wars Celebration de 2016 se tenant en Europe, que ce dernier est annoncé dans le rôle principal du prochain film centré sur Han Solo. Alden Ehrenreich devient ainsi le premier à succéder à Harrison Ford pour le rôle du personnage de Han Solo. À propos de l'obtention du rôle, l'acteur déclare :

« Je me souviens qu'enfant, je m'imaginais dans la peau des personnages de la saga. […] Le gamin qui est en moi vit quelque chose de dingue. J'ai eu une audition qui a duré longtemps, puis j'ai passé du temps avec les réalisateurs du film. Être à leurs côtés, voyager un peu dans le monde pour ce film a été une sacrée expérience. J'ai passé une de mes premières auditions à bord du Faucon Millenium, c'était vraiment cool. »

Le 21 octobre 2016, l'acteur Donald Glover voit sa présence confirmée en tant qu'interprète de Lando Calrissian, rôle tenu en 1980 et 1983 par Billy Dee Williams ; ce film présentera le personnage dans ses années de transformations en voyou avant qu'il ne devienne l'administrateur de la Cité des nuages aperçue dans L'Empire contre-attaque. Puis, le 18 novembre 2016, l'actrice britannique Emilia Clarke rejoint la distribution du film sans qu'aucun rôle ne lui soit attitré, après avoir réussi des entretiens avec les réalisateurs. Elle aussi était concurrencée par plusieurs actrices comme Tessa Thompson, Naomi Scott, Zoë Kravitz, Kiersey Clemons, Jessica Henwick et Adria Arjona,. Après Daisy Ridley et Felicity Jones, il s'agit d'une nouvelle femme britannique recrutée par Lucasfilm pour un film de Star Wars. Cette action s'inscrit dans la continuité de celle entreprise par The Walt Disney Company qui vise à supprimer les discriminations liées aux femmes dans l'univers de la franchise et dans le but d'également attirer un public féminin. L'annonce de sa participation est également le moment pour confirmer la venue de Chewbacca dans les personnages du film, comme l'acteur Alden Ehrenreich l'avait déjà affirmé en disant « qu'il y aura bien Chewbacca dans le film, même si ce n'est pas un gros spoiler. Il est aussi rajeuni que Solo… Il aura 190 ans […]. Je crois que passer de 210 à 190 ans ne le changera pas beaucoup, il devrait avoir la même taille. ».
Woody Harrelson obtient le rôle du mentor de Han Solo en janvier 2017. Un mois plus tard, le 21 février, une photographie de la distribution du film est diffusée par Lucasfilm, révélant que les actrices Thandiwe Newton, Phoebe Waller-Bridge et le basketteur Joonas Suotamo rejoignent la distribution du film, ce dernier incarnant Chewbacca depuis Le Réveil de la Force en remplacement de Peter Mayhew, qui a déjà joué le rôle du personnage à six reprises entre 1977 et 2017. Phoebe Waller-Bridge incarne un personnage extra-terrestre ou robotique. En juillet 2017, Ron Howard confirme la participation de Warwick Davis, qu'il avait déjà dirigé dans Willow, sorti 30 ans plus tôt. Warwick Davis signe ici sa huitième participation à l'univers Star Wars, après avoir tenu divers rôles dans cinq longs métrages (La Menace fantôme, Rogue One: A Star Wars Story, Le Retour du Jedi, Le Réveil de la Force, Les Derniers Jedi) et deux téléfilms (L'Aventure des Ewoks et La Bataille d'Endor). En septembre, Paul Bettany reprend le personnage initialement tenu par Michael K. Williams en gardant « le même nom et les mêmes motivations » mais sauf qu'il s'agit dès lors d'un personnage humain et non pas d'un extra-terrestre crée en images de synthèse.

### Tournage
Le tournage du film débute le 30 janvier 2017 dans les studios Pinewood en Angleterre sous le titre de travail Star Wars: Red Cup,,. Parmi les lieux de tournage figurent le parc naturel de Jandía sur l'île montagneuse de Fuerteventura en Espagne, où l'équipe du film a tourné en mars 2017,, les îles Canaries  mais également l'Italie et particulièrement les montagnes des Tre Cime di Lavaredo, autour du lac de Misurina et les tranchées de la Première Guerre mondiale de la commune de Cortina d'Ampezzo, qui ont servi de lieu de tournage dès mai 2017. Le tournage du film s'achève le 17 octobre 2017 et, à cette occasion, Ron Howard révèle le titre de Solo: A Star Wars Story.

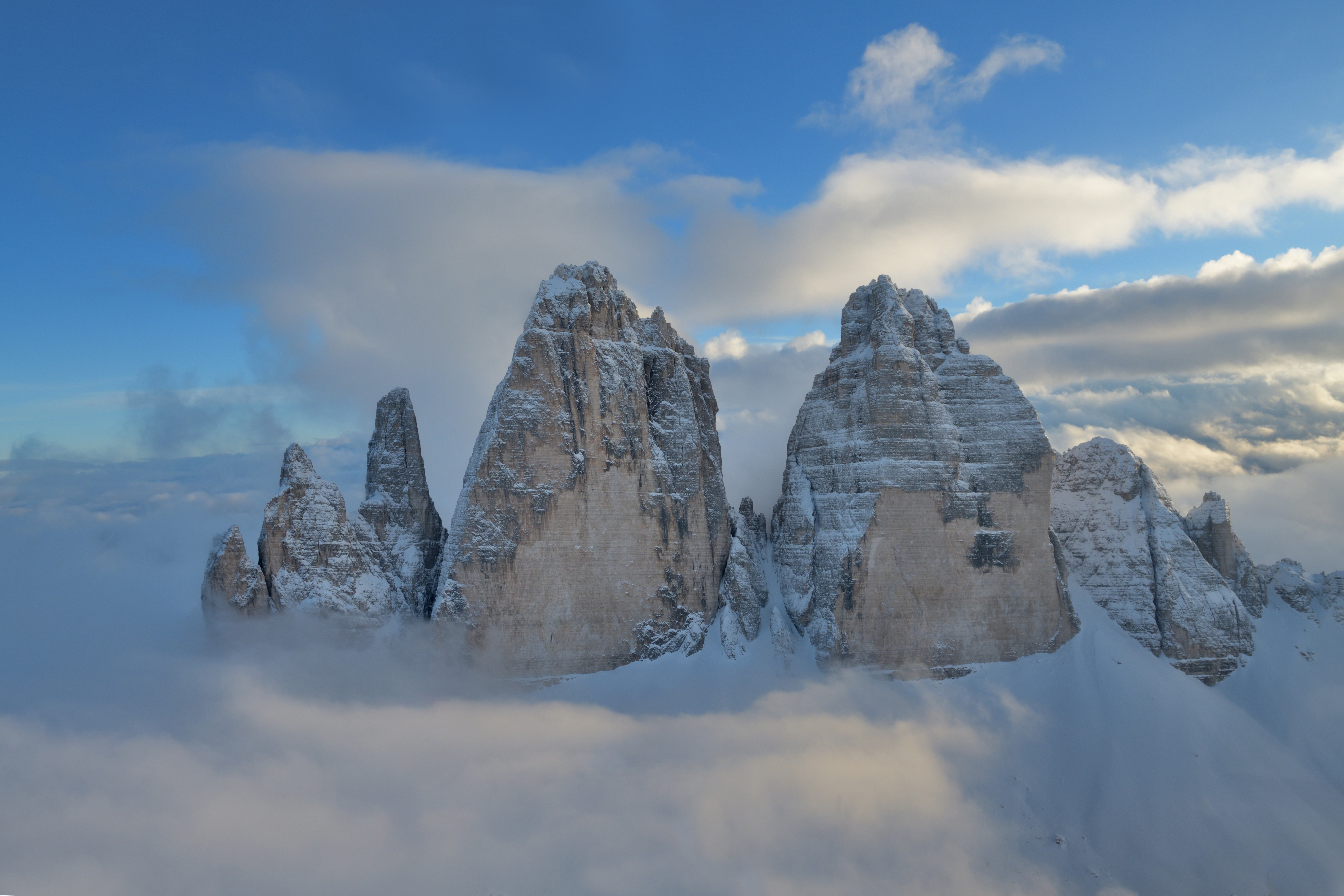
Les Tre Cime di Lavaredo.

Harrison Ford, l'acteur qui interprète Han Solo dans tous les films précédents de la franchise, a rencontré Alden Ehrenreich au cours d'un déjeuner afin de discuter avec lui du rôle du personnage et pour lui donner des conseils. Harrison Ford, qui ne souhaite désormais plus s'impliquer dans un film de la saga Star Wars, déclare à propos du choix du nouvel acteur :
« Je suis content que ce soit à quelqu'un d'autre de supporter le fléau d'être jeune. C'est bien au-delà de ma compréhension ou de mon pouvoir et je ne veux rien à voir à faire avec. […] Je sais que ce sera bien fait ». Aussi, au cours d'une visite sur le tournage du film, George Lucas, créateur de la saga et réalisateur de quatre épisodes, a participé à la mise en scène en conseillant à Ron Howard de modifier le scénario pour le rendre plus conforme au caractère de Han Solo le temps d'une séquence à bord du Faucon Millenium.
Le tournage du film a été marqué par plusieurs perturbations. D'abord, la date de fin de tournage a été repoussée au mois de septembre au lieu du mois de juillet après le renvoi des réalisateurs d'origine en raison d'un retard accumulé par ces derniers, puisqu'à la date du 20 juin 2017, alors que la productrice Kathleen Kennedy envisageait l'utilisation d'une douzaine de décors pour le film, les réalisateurs n'en avait utilisé que trois. L'arrivée de Ron Howard à la réalisation du film nécessite donc le tournage de nouvelles séquences filmiques, raison pour laquelle le nouveau réalisateur a sollicité l'aide des deux anciens afin de minimiser le retard en ré-utilisant les scènes déjà tournées. Il est ainsi à l'origine de la très grande majorité des séquences filmiques alors qu'il devait se contenter de tourner seulement quelques scènes supplémentaires pour conclure le film. De plus, la prestation d'Alden Ehrenreich ne satisfait pas la production du film, qui a décidé d'employer un coach artistique afin d'améliorer celle-ci. Aussi, en raison de l'indisponibilité de l'acteur Michael K. Williams, se trouvant en Afrique alors que le tournage se déroule à Londres en Europe, lors du tournage de scènes additionnelles pour le film en août 2017, toutes les scènes où son personnage apparaît, dont le rôle demeurait par ailleurs inconnu, sont supprimées du montage. Par conséquent, le budget alloué au film a dû être doublé pour atteindre plus de 200 millions de dollars,.

### Musique
John Powell est engagé en juillet 2017 pour composer la musique du film,. Toutefois, le thème dédié à Han Solo, intitulé The Adventures of Han, est composé par John Williams, le compositeur historique des musiques de la franchise Star Wars. Ce dernier écrit le thème en décembre 2017 tandis que John Powell commence l'écriture de la musique après l'enregistrement de celle du film d'animation Ferdinand, sorti le même mois. John Williams enregistre la musique en janvier 2018 au Recording Arts Orchestra of Los Angeles et John Powell en mars 2018 aux Abbey Road Studios. La musique y est orchestrée par John Powell et Gavin Greenaway. John Powell réalise également un arrangement avec des musiques issues de La Menace fantôme, Un nouvel espoir et L'Empire contre-attaque.

## Accueil

### Sortie

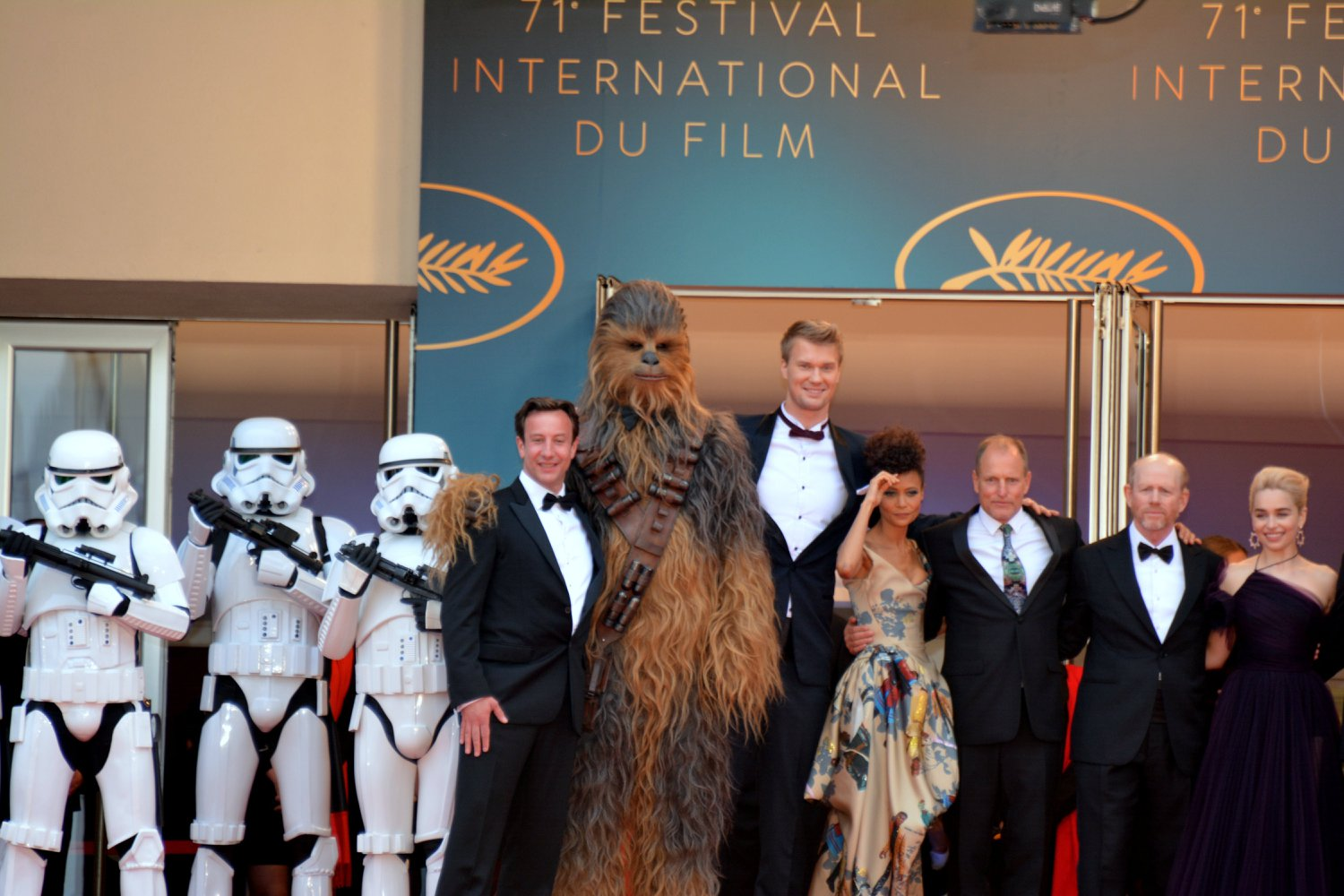
L'équipe du film à la première au Festival de Cannes 2018.

La première bande-annonce du film est diffusée le 5 février 2018 dans l'émission télévisée américaine Good Morning America. Elle a été précédée d'un court teaser diffusée la veille, durant le Super Bowl. En diffusant la première bande-annonce de Solo: A Star Wars Story seulement cinq mois avant sa sortie, la société de distribution change d'approche marketing, le temps consacré à la promotion étant nettement réduit par rapport aux autres films. Elle publie le même mois des affiches promotionnelles pour le film mettant en scène les personnages principaux. Le graphiste d'une agence de communication française dénonce alors la ressemblance entre ces nouvelles affiches et des pochettes d'albums qu'il avait conçues pour Sony Music France en 2015, accusant notamment The Walt Disney Company de ne pas l'avoir rémunéré ni nommé pour reprendre ses travaux,.
À l'occasion de la sortie du film, plusieurs firmes des secteurs comme l'automobile, la gastronomie et l'agroalimentaire, l'ameublement ou encore les services informatiques établissent des accords de co-branding avec The Walt Disney Company pour utiliser les personnages et les noms de Star Wars dans leurs publicités. Par exemple, le groupe automobile Renault-Nissan-Mitsubishi a mis des personnages de Star Wars en scène dans des publicités audiovisuelles et des affiches pour des véhicules Renault et Nissan,. La chaîne de restaurant américaine Denny's promeut quant à elle son offre gastronomique en utilisant les noms liés à Star Wars pour nommer ses plats tandis que Norton AntiVirus se place directement dans l'univers de la saga pour faire la promotion de ses logiciels antivirus. D'autres sociétés comme Ikea ou General Mills utilisent plus simplement des références à des personnages ou au film lui-même. De même, l'éditeur de jeux vidéo Electronic Arts a souhaité intégrer du contenu en lien avec le film à son jeu Star Wars Battlefront II, notamment une carte de jeu sur la planète Kessel, de nouveaux modes de jeu et des tenues pour les personnages de Han Solo et de Lando Calrissian,,
La première présentation mondiale de Solo: A Star Wars Story a lieu le 10 mai 2018 à Los Angeles tandis que sa première européenne se tient le 16 mai 2018 lors de la 71e édition du Festival de Cannes, où il est présenté dans la catégorie « Hors compétition »,. Une mise en scène de stormtroopers ainsi qu'un lancement de feux d'artifice accompagnés d'une musique de John Williams ont lieu lorsque la distribution principale du film et son réalisateur arrivent sur place,. Le film sort en France (dans 844 salles) et en Belgique le 23 mai 2018, le 24 mai en Suisse et le 25 mai au Canada et aux États-Unis, soit 41 ans jour pour jour après la sortie d'Un nouvel espoir. Par ailleurs, il sort en Chine le 25 mai sous le titre de Ranger Solo afin d'éviter une mention à la saga peu popularisée dans le pays.

### Accueil critique

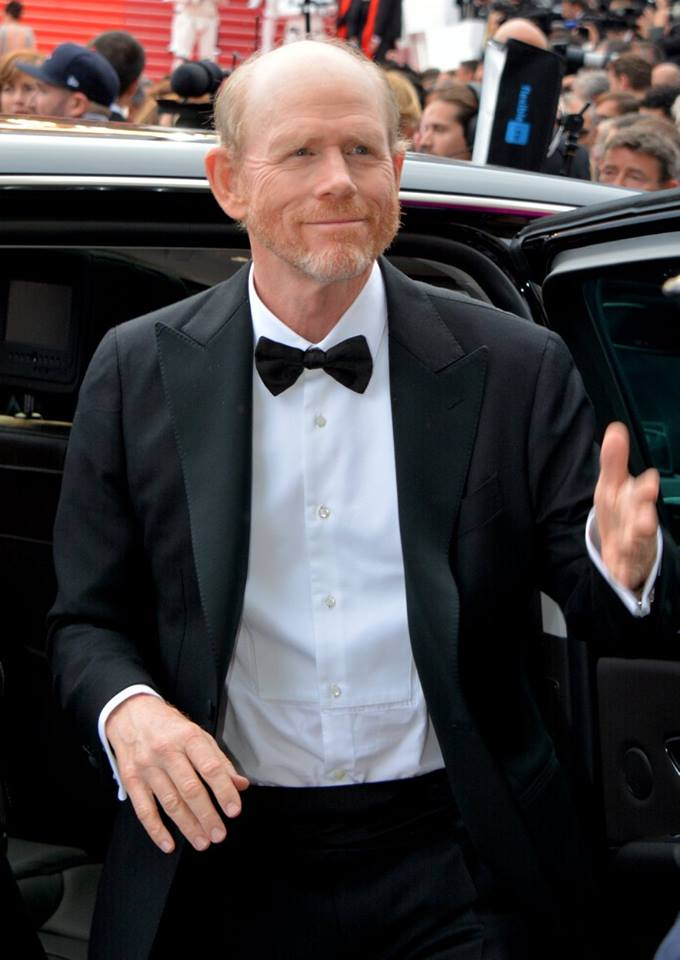
Le réalisateur Ron Howard au Festival de Cannes en 2018.

En France, le film reçoit un grand nombre de critiques contradictoires, à tel point que sa note moyenne sur le site Allociné, issue de l'agrégation de plusieurs notes attribuées par 27 médias français, s'élève à 2,6 sur 5. Les critiques blâment l'interprétation des personnages par les acteurs jugée peu convaincante, le scénario qui est décrié pour son manque d'originalité et les décors, considérés comme visuellement pauvres. Ainsi, Jacques Mandelbaum pour Le Monde estime que « tout le monde semble ailleurs, à commencer par l’avenant Alden Ehrenreich qui fait hélas un Solo désespérément insipide » tandis que Sophie Avon, pour la radio France Inter, déclare qu' « il n'y a aucune imagination dans le scénario » alors que « le film ne se départit jamais d'une invariable tonalité grisâtre-bleuâtre brumeuse rapidement monotone » selon Le Point. Le magazine spécialisé Ciné Saga conclut que « le film n'apporte rien à la franchise avec un scénario simpliste et prévisible, un casting majoritairement insipide, une photographie hideuse avec son ton lugubre et monotone, pas de réel moment épique, une musique guère entraînante et mémorable, des inepties et des connexions maladroites à l'univers étendu ».
Au contraire, les critiques favorables au film saluent son aspect visuel, le magazine spécialisé CinemaTeaser affirme que le film dispose d'un « travail de lumière [...] réfléchi, conceptuel, purement narratif et affirmé ». Télérama renchérit en déclarant que le film est « dopé par toute la puissance et le faste des effets spéciaux dernier cri, avec des paysages ébouriffants [...] et des scènes d’action explosives ». Un autre élément retenu et apprécié est l'idéal de justice sociale voulu par le personnage de L3-37 (Phoebe Waller-Bridge), décrite par Télérama comme « une farouche militante des droits des androïdes et de la libération de la ferraille » dont le combat sonne comme « un drôle d'écho avec le mouvement #MeToo » note Le Figaro, qui met aussi en avant le talent de réalisateur de Ron Howard dont l'« expérience [...] permet de retrouver l'efficacité de George Lucas dans la prélogie », ce que remarque également Paris Match en concluant que Ron Howard « assure sur le plan de la mise en scène ».
Aux États-Unis, Solo: A Star Wars Story engendre une majorité de critiques plutôt positives. Les scores cumulés des critiques anglophones lui permettent d'atteindre un score agrégé de 62 sur 100 sur le site Metacritic et de 71% sur le site Rotten Tomatoes. Son esthétique visuelle figure parmi les points positifs du film, le critique américain Richard Brody pour The New Yorker souligne la qualité du travail du chef décorateur Neil Lamont qui s'inspire d'éléments propres au genre du film historique et d'autres qui rappellent les combats dans les tranchées de la Première Guerre mondiale tandis que pour le magazine Variety, le directeur de la photographie Bradford Young fournit un travail réaliste pour les scènes dans l'espace. Aussi, la performance des acteurs est appréciée par les critiques, notamment celle de Alden Ehrenreich et celle de Donald Glover, le premier parvenant à reprendre des traits de caractère de Harrison Ford sans l'imiter totalement, selon Chicago Sun-Times et le second incarnant un personnage amusant, d'après Peter Bradshaw pour The Guardian.

### Box-office
Le 25 mai 2018, le film récolte 100 millions durant le week-end du Memorial Day au lieu des 130 ou 150 millions attendus. Le 3 juin 2018, le film récolte 29 millions d'USD supplémentaires pour un total de 148,9 millions.
Pour sa première semaine d'exploitation, le film réalise 531 414 entrées (dont 89 338 le premier jour) en France et rapporte 119 millions de dollars (dont 35 millions le premier jour) aux États-Unis,,,. Les revenus engrangés par le film présagent alors un plus faible succès commercial que ses prédécesseurs. En effet, les résultats se situent en dessous des estimations réalisées par des analystes, prévoyant un résultat de 130 à 150 millions de dollars dans le pays d'origine pour le début de l'exploitation. De plus, il s'agit des résultats les plus faibles pour un film de la franchise depuis L'Attaque des clones, qui avait rapporté 126 millions de dollars pour sa première semaine d'exploitation.
Finalement, le film récolte 392,9 millions de dollars dans le monde, dont 213,8 millions aux États-Unis. En France, il totalise 1 403 780 entrées. Il s'agit dès lors du film de la saga ayant engrangé le moins de recettes et le moins d'entrées. Afin d'expliquer ces résultats, des journalistes pointent du doigt les critiques négatives qui ressortent du film, la concurrence des films de super-héros Deadpool 2 et Avengers: Infinity War mais aussi la lassitude pour les films Star Wars puisque seuls six mois se sont écoulés depuis la sortie de Les Derniers Jedi.
| Pays ou région | Box-office        | Date d'arrêt du box-office | Nombre de semaines |
| -------------- | ----------------- | -------------------------- | ------------------ |
| Mondial        | 392 924 807 USD   | 11 septembre 2018          | 15                 |
| États-Unis     | 213 767 512 USD   | 11 septembre 2018          | 15                 |
| France         | 1 403 780 entrées | 11 septembre 2018          | 15                 |
| Québec         | 2 714 047 USD     | 8 juillet 2018             | 7                  |

Note : les chiffres cités dans cette section sont exprimés en valeur nominale.

## Distinctions
Sauf indication contraire, les informations mentionnées dans cette section peuvent être confirmées par les bases de données cinématographiques IMDb et Allociné,  présentes dans la section « Liens externes ».

### Récompenses
- IFMCA Awards 2018[133] :
  - Bande originale de l'année pour John Powell
  - Composition musicale de l'année pour « The Adventures of Han » pour John Williams
  - Meilleure bande originale pour un film fantastique, de science-fiction, d'horreur pour John Powell

### Nominations et sélections
- Festival de Cannes 2018 : sélection « Hors compétition »
- People's Choice Awards 2018 :
  - Film de l'année
  - Film d'action de l'année
  - Star de film d'action de l'année pour Donald Glover
- Teen Choices Awards 2018 :
  - Meilleur film de l'été
  - Meilleur acteur de cinéma de l'été pour Donald Glover et Alden Ehrenreich
  - Meilleure actrice de cinéma de l'été pour Emilia Clarke
- Grammy Awards 2019 : Meilleure composition instrumentale pour « Mine Mission » pour John Powell et John Williams
- Oscars du cinéma 2019 : Meilleurs effets visuels pour Rob Bredow, Patrick Tubach, Neal Scanlan et Dominic Tuohy

## Autour du film

### Éditions en vidéo
Le film sort aux États-Unis le 14 septembre 2018 au format numérique sur la plateforme de vidéo à la demande Movies Anywhere (exploité par Walt Disney Home Entertainment) puis le 25 septembre sur les autres supports numériques en vidéo à la demande et sur les supports physiques DVD et Blu-ray en définition standard, haute définition et ultra haute définition. En France, le film sort le 20 septembre 2018 sur les supports numériques en vidéo à la demande et le 28 septembre sur les supports DVD et Blu-ray dans les mêmes définitions et avec une projection en trois dimensions sur certains supports Blu-ray. Les versions physiques incluent des bonus : plusieurs making-of relatant les étapes de la production (tournage, écriture du scénario, conception du Faucon Millenium et des espèces extra-terrestres, animation des personnages de Chewbacca et de L3-37) ainsi que huit scènes coupées au montage.

### Postérité
Alors que les contrats des acteurs Alden Ehrenreich et Emilia Clarke sont censés couvrir une apparition dans deux autres films - supposément dans des suites ou d'autres films dérivés de la franchise,- et alors que le rebondissement final du film laisse entrevoir la possibilité d'une suite, le réalisateur Ron Howard n'en prévoit aucune. Toutefois, quelques idées de suite ont émergé parmi les membres de la production. Au détour d'une interview, le scénariste Jon Kasdan déclare qu'il aimerait inclure le personnage de Bossk (chasseur de primes apparu dans L'Empire contre-attaque) s'il était amené à écrire une suite tandis que la productrice Kathleen Kennedy et l'acteur Donald Glover ont indiqué vouloir développer un film sur Lando Calrissian,.

### Anecdotes
Durant le raid de Kessel, Han Solo a cette fois « un bon pressentiment ».
À la fin du film, un crâne de cristal est visible sur une des consoles du salon de Dryden Vos, un clin d’œil probable du réalisateur Ron Howard au film de Steven Spielberg Indiana Jones et le Royaume du crâne de cristal, à l'instar du jeu des références croisées établi des années plus tôt entre Steven Spielberg et George Lucas.